# Otočić Gornja Aba
Otočić Gornja Aba är en ö i Kroatien.   Den ligger i länet Zadars län, i den södra delen av landet, 220 km söder om huvudstaden Zagreb.